# 혼다 다다카쓰
혼다 다다카쓰(일본어: 本多忠勝, 덴분 17년 음력 2월 8일(1548년 3월 17일) ~ 게이초 15년 음력 10월 18일(1610년 12월 3일))는 센고쿠 시대부터 에도 시대 전기에 걸친 무장·다이묘이다. 도쿠가와씨의 가신. 가즈사 오타키번과 이세 구와나번 각각의 초대 번주. 혼다 가문 다다카쓰파 종가 시조(초대). 본성(本姓)은 후지와라 우지(藤原氏). 후지와라노 가네미치의 후손이다. 전장의 호랑이로 불리기도 하였다. 도쿠가와 사천왕·도쿠가와 십육신장·도쿠가와 삼걸로 손꼽히며, 주군 이에야스를 도와 공신으로서 현재에도 현창(顕彰)되고 있다.

## 생애
도쿠가와 씨의 영지 미카와의 특산품인 사슴뿔로 만든 투구를 쓰고 전투에 임하였는데, 여러 번의 전투를 거쳐 그의 투구는 상징이 되어 보는 것만으로도 적군의 졸병들을 겁에 질리게 하였다. 오다 노부나가(織田信長)는 다다카쓰의 용맹함에 감탄해하며 삼국지의 장비에 비유하기도 했다.
미카타가하라 전투의 전초전인 히토코토자카 전투에서 혼다 다다카쓰의 용맹함을 본 다케다측의 무장인 고스기 사콘(小杉左近)이 「家康に過ぎたるものは二つあり、唐のかしらに本多平八(이에야스에게 과분한 것이 두가지가 있으니, 당나라 투구와 혼다 헤이하치이니라)」라는 교카(狂歌)의 낙서를 통해 그의 용맹스러움을 칭찬하였다.
혼다 다다카쓰는 전국시대의 다이묘 중 한 명인, 다케다 신겐(武田信玄)을 상대로 미카타가하라 전투에서 눈부신 활약을 했으며 궁지에 몰린 자신의 주군 도쿠가와 이에야스를 구하기도 했다.
무장으로는 도장인 센고 무라마사가 만들고 이가국의 핫토리 씨족이 가지고 있던, 돈보기리(蜻蛉切)라는 이름의 창을 즐겨 썼는데, 잠자리가 내려앉았다가 그대로 반으로 잘리는 일에서 유래가 되었다. 오데기네(御手杵), 니혼고(日本号)와 함께 천하삼명창(天下三名槍)이라 불린다. 현재 오카자키성에 톤보기리의 복제품이 보관되어 있다.
도요토미 히데요시가 임진왜란을 일으킬 때 다다카쓰는 도쿠가와 이에야스의 부하였기 때문에 이에야스와 같이 임진왜란에는 불참했다.

## 무장
- 무기

돈보기리(蜻蛉切)
앞에서도 잠깐 나왔지만 이 창은 다다카쓰의 애창(愛槍)으로써 잠자리가 잠시 쉬려고 앉았을 때 앉은 순간 그대로 두 쪽으로 쪼개져서 붙은 이름이다. 칼날의 길이만 43.8cm로써 총 길이는 약 6m로 전해진다. 당시 장창의 평균 길이가 4.8m인 것을 봤을 때 매우 긴 창이라는 것을 알수가 있다.
- 투구

사슴뿔 투구
말 그대로 사슴의 뿔을 투구에 장식한 것으로써 만들 때 검은 옻칠을 하였다고 한다. 톤보기리와 함께 다다카쓰를 상징하는 투구로 알려져 있다.
- 갑옷

당세구족
검은 실로 만들어진 갑옷으로써 다다카쓰는 운동성을 중시해 언제나 이 갑옷만을 입었다고 한다. 당시 무사들의 갑옷이 대부분 20kg을 전후 한 것을 감안하면 매우 가벼운 갑옷이었다고 전해진다. 또한 운동성도 중시했지만 자신이 죽인 적들을 애도하기 위한 염주를 어깨에 메기 위해서 경장을 선택했다 한다.
- 애마

삼국흑(三國黑)
온몸이 검은 명마로서 쇼군 히데타다가 잠저시절에 다다카쓰에 하사하였지만 세키가하라 전투에서 시마즈 군의 총격에 목숨을 다하였다.

## 무용
- 다다카쓰가 평생 동안 싸운 전투는 총 57번 이었지만 몸의 어떤 곳에도 긁힌 상처 하나 없었다고 한다.
- 오다 노부나가는 다다카쓰의 무용을 보고 1582년 다케다 정벌이 끝나고 나서 거성이었던 아즈치성으로 돌아가기 전 '꽃과 열매를 겸비한 용사(花実兼備の勇士)'라고 극찬 하였다.
- 도요토미 히데요시는 '일본 제일, 고금 독보의 무사(日本第一、古今独歩の勇士)'라고 극찬하였으며 동쪽에는 혼다 헤이하치로(本多平八郎), 서쪽에는 다치바나 무네시게(立花宗茂)가 있노라. 라는 말도 하였다.